# Pons de Fos
Pons de Fos (c. 945 - c. 1025) foi um nobre francês, o primeiro membro conhecido dos senhores de Fos.
Provavelmente pertencente aos viscondes de Marselha, participou na expulsão dos Sarracenos em 970. O conde de Provença recompensou-o atribuindo-lhe a guarda do castrum de Fos, assim como a castra de Hyères, La Garde, Bormes e de Pierrefeu a leste da Provença. Ao contrário da atitude generosa de seus parentes os viscondes de Marselha, ele passa o seu tempo a tentar despojar a Igreja de seus bens.

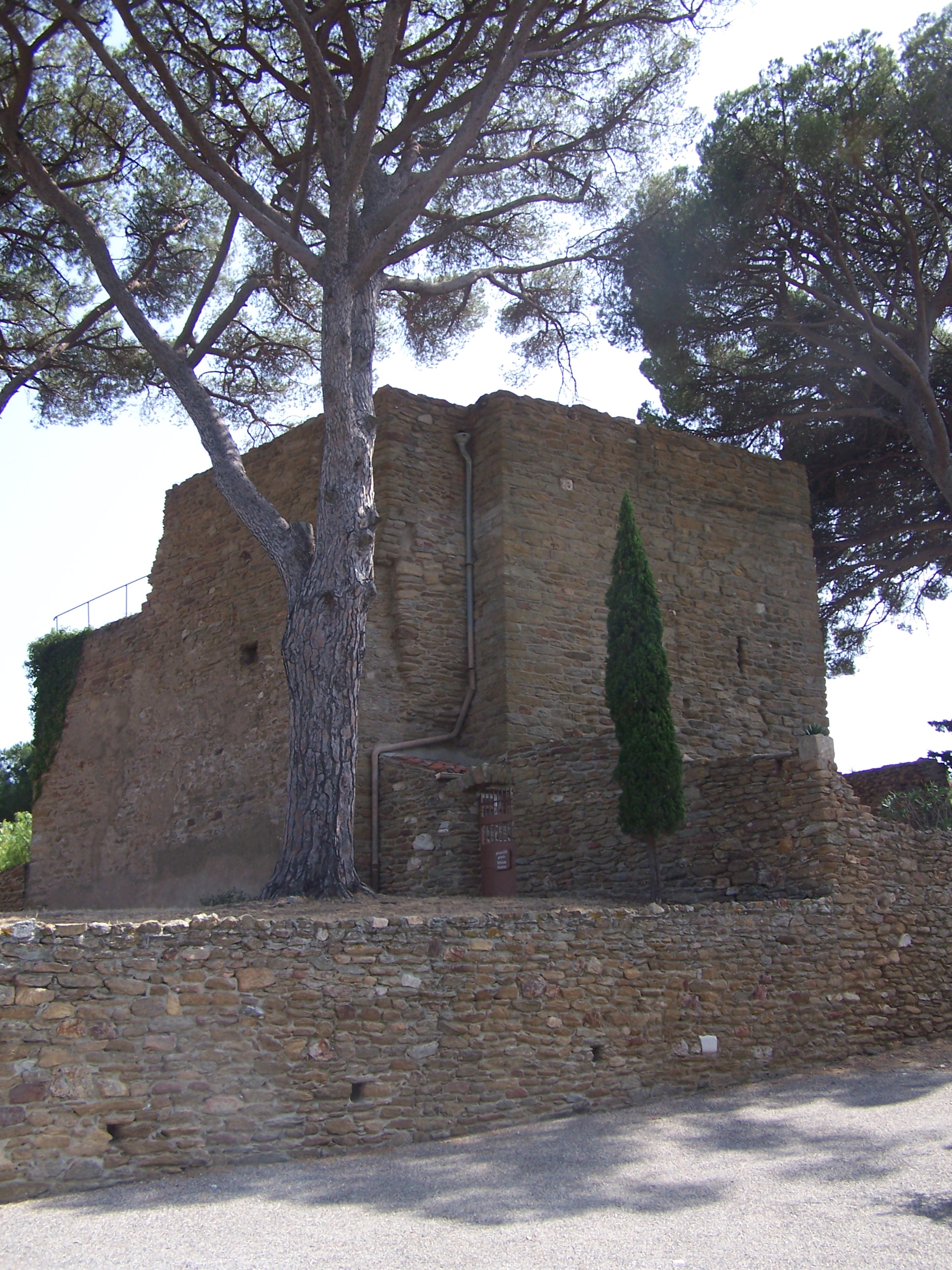
Castelo dos Senhores de Fos em Bormes.

## Família
Pons de Fos é certamente um dos filhos de Pons de Marselha (910-979), chamado major ou Pons de Fos, visconde de Marselha. Os brasões das duas famílias são quase idênticos, e partilharão os mesmo feudos. Pons tem dois irmãos mais velhos: Honoratus de Marselha e Guilherme de Marselha, nascidos do primeiro casamento de seu pai. Antes dele os viscondes de Marselha viviam no castelo de Fos.

## Ligações e documentos externos
- «Genealogia dos viscondes de Marselha» (em francês)
- «Brasão dos senhores de Fos» (em francês)